# Sigma Capricorni
Sigma Capricorni (σ Capricorni, förkortat Sigma Cap, σ Cap) som är stjärnans Bayerbeteckning, är en ensam stjärna belägen i den västra delen av stjärnbilden Stenbocken och kallas ibland Bos, som betyder koen på latin. Den har en skenbar magnitud på 5,31 och är svagt synlig för blotta ögat där ljusföroreningar ej förekommer. Baserat på parallaxmätning inom Hipparcosuppdraget på ca 2,9 mas, beräknas den befinna sig på ett avstånd av ca 1 100 ljusår (ca 340 parsek) från solen.

## Egenskaper
Sigma Capricorni är en orange till röd jättestjärna av spektralklass K2 III. Den har en massa som är ca 6,3 gånger större än solens massa, en radie som är ca 54 gånger större än solens och utsänder från dess fotosfär ca 1 560 gånger mera energi än solen vid en effektiv temperatur på ca 4 350 K.